# Бортигали
Бортигали (итал. Bortigali) — коммуна в Италии, располагается в регионе Сардиния, подчиняется административному центру Нуоро.
Население составляет 1543 человека, плотность населения составляет 22,87 чел./км². Занимает площадь 67,46 км². Почтовый индекс — 8012. Телефонный код — 0785.
Покровительницей коммуны почитается Пресвятая Богородица (Santa Maria degli Angeli). Праздник ежегодно празднуется 2 августа.